# تلفزيون طولكرم المركزي
تلفزيون طولكرم المركزي أو التلفزيون المركزي قناة تلفزيونية فلسطينية، تبث من مدينة طولكرم بالضفة الغربية، تعد واحدة من أوائل وأقدم القنوات التلفزيونية الفلسطينية.

## النشأة
تأسس تلفزيون طولكرم المركزي في مدينة طولكرم بالضفة الغربية بتاريخ 17 يناير1996، ويقع مقر التلفزيون في المدينة.

## مدى البث
يصل بث تلفزيون طولكرم المركزي إلى كافة مناطق محافظة طولكرم، ومناطق الـ48 الملاصقة للمدينة، إضافة إلى محافظات الضفة الغربية المجاورة.

## اقتحام مقر التلفزيون
في 4 أكتوبر 2006، قامت القوات الإسرائيلية باقتحام مقر التلفزيون المركزي في مدينة طولكرم، وقامت بتحطيم الأجهزة والمعدات، إضافة لاحتجاز الصحفيين والعاملين بالقناة لعدة ساعات.

## وصلات خارجية
- صفحة تلفزيون طولكرم المركزي على يوتيوب.